# 730 (numero)
Settecentotrenta (730) è il numero naturale dopo il 729 e prima del 731.

## Proprietà matematiche
- È un numero pari.
- È un numero composto con 8 divisori: 1, 2, 5, 10, 73, 146, 365, 730. Poiché la somma dei suoi divisori (escluso il numero stesso) è 602 < 730 è un numero difettivo.
- È un numero sfenico.
- È un numero intero privo di quadrati.
- È un numero palindromo nel sistema di numerazione posizionale a base 3 (1000001), a base 9 (1001) e a base 27 (101).
- È un numero malvagio.
- È un numero nontotiente (per cui la equazione φ(x) = n non ha soluzione).
- È parte delle terne pitagoriche (54, 728, 730), (152, 714, 730), (438, 584, 730), (480, 550, 730), (730, 1752, 1898), (730, 5304, 5354), (730, 26640, 26650), (730, 133224, 133226).

## Astronomia
- 730 Athanasia è un asteroide della fascia principale del sistema solare.
- NGC 730 è una stella della costellazione dei Pesci.

## Astronautica
- Cosmos 730 è un satellite artificiale russo.